# Élections municipales de 2014 à Lyon
Les élections municipales ont eu lieu les 23 et 30 mars 2014 à Lyon.

## Contexte

### Mode de scrutin
Suivant la loi PLM, les élections municipales se déroulent par arrondissement. Chaque secteur élit ses conseillers (221 au total), dont un tiers siègent au Conseil municipal (73).
| Arrondissement               | 1er       | 2e        | 3e        | 4e        | 5e        | 6e        | 7e        | 8e        | 9e        | Total |
| ---------------------------- | --------- | --------- | --------- | --------- | --------- | --------- | --------- | --------- | --------- | ----- |
| Résultats                    | cf. infra | cf. infra | cf. infra | cf. infra | cf. infra | cf. infra | cf. infra | cf. infra | cf. infra |       |
| Conseillers municipaux       | 4         | 5         | 12        | 5         | 8         | 9         | 9         | 12        | 9         | 73    |
| Conseillers d'arrondissement | 14        | 15        | 36        | 15        | 24        | 27        | 27        | 36        | 27        | 221   |

Dans chaque arrondissement, la liste arrivée en tête obtient la moitié des sièges. Le reste est réparti à la proportionnelle entre toutes les listes ayant obtenu au moins 5 % des voix. Un deuxième tour est organisé si aucune liste n'atteint les 50 %, seules les listes ayant obtenu aux moins 10 % peuvent s'y présenter.

### Enjeux
Pour le maire sortant, Gérard Collomb, l'enjeu est de sortir vainqueur une troisième fois, malgré le départ du groupe écologiste de sa liste d'union de la gauche, qui lui avait donné la victoire en 2001 et 2008. Il aura en face de lui deux autres listes importantes de gauche : EÉLV et une union entre Front de Gauche et le Gram de Nathalie Perrin-Gilbert.
Il faut noter qu'un certain nombre d'élus communistes ont choisi de rester dans les listes avec Collomb plutôt que de faire campagne sous l'étiquette Front de Gauche. Enfin, selon des analystes politiques, le fait d'avoir deux listes de gauche plutôt qu'une seule (des projets d'union entre ces listes ont germé, sans que cela n'aboutisse) contre la liste PS de Collomb devrait faciliter la tâche du maire sortant.

## Candidats

### Europe Écologie Les Verts
Candidat déclaré
- Étienne Tête[2] et Émeline Baume sont les candidats d'Europe Écologie Les Verts aux élections municipales de Lyon. Le mercredi 8 janvier, le binôme a présenté le programme qu'il s'engage à mettre en œuvre, ainsi qu'un dispositif d'information des citoyens lyonnais à l'approche des élections.

### Front de gauche
Candidate déclarée
- Aline Guitard est candidate à la ville Lyon. Sa liste est soutenue par l'ensemble du Front de Gauche à savoir le Parti Communiste français, le Parti de gauche avec Andréa Kotarac et Ensemble avec Armand Creus (la 3e composante du Front de Gauche). De plus, le GRAM (Groupe de réflexion et d'actions métropolitaines) soutient également sa candidature. Ce dernier est conduit par Nathalie Perrin-Gilbert (maire sortante du 1er arrondissement de Lyon)[3].

### Front national
Candidat déclaré
- Christophe Boudot[4]

### Lyon pour Tous, tous pour Lyon (Divers centre)
Candidat déclaré
- Eric Lafond

### Parti socialiste
Candidat déclaré
- Gérard Collomb[5]

### Union pour un mouvement populaire
La fédération UMP du Rhône annonce le 28 mars 2013 l'organisation d'une primaire à Lyon. Elle a lieu les 2 et 9 juin 2013 afin de désigner la tête de liste,. Michel Havard et Georges Fenech sont alors qualifiés pour le 2e tour,,,,,.
Candidat après la primaire
- Michel Havard[15]

Autres candidats à la primaire
- Nora Berra
- Georges Fenech[16]
- Emmanuel Hamelin

## Sondage

### Ville entière
Ci-dessous figure la liste des intentions de vote à l'échelle de la ville, sans tenir compte des secteurs. L'attention du lecteur est attirée sur le fait que les questions posées peuvent différer en fonction des périodes et des sondeurs.

#### Premier tour
| Institut | Date                  | Échantillon | PCF-PG-GRAM | PS-PRG  | EÉLV | MoDem  | UMP-UDI | FN     |
| Institut | Date                  | Échantillon | Guitard     | Collomb | Tête | Lafond | Havard  | Boudot |
| -------- | --------------------- | ----------- | ----------- | ------- | ---- | ------ | ------- | ------ |
| Institut | Date                  | Échantillon |             |         |      |        |         |        |
|          | 27 au 29 janvier 2014 | 996         | 8           | 36      | 8    | 5      | 29,5    | 12,5   |

#### Second tour
| Institut | Date                  | Échantillon | PS-EÉLV | UMP-UDI |
| Institut | Date                  | Échantillon | Collomb | Havard  |
| -------- | --------------------- | ----------- | ------- | ------- |
| Institut | Date                  | Échantillon |         |         |
|          | 27 au 29 janvier 2014 | 996         | 57      | 42      |

## Résultats

### Résultats généraux
| Listes          | Listes         | Candidat à la Mairie de Lyon | Premier tour | Premier tour | Second tour | Second tour | Conseil municipal | Conseil municipal |  |
| Listes          | Listes         | Candidat à la Mairie de Lyon | Voix         | %            | Voix        | %           | Élus              | %                 |  |
| --------------- | -------------- | ---------------------------- | ------------ | ------------ | ----------- | ----------- | ----------------- | ----------------- |  |
|                 | PS             | Gérard Collomb*              | 52 495       | 35,75%       | 65 659      | 50,64 %     | 48                | 65,75 %           |  |
|                 | EÉLV           | Étienne Tête                 | 13 065       | 8,90%        | 65 659      | 50,64 %     | 48                | 65,75 %           |  |
|                 | UMP-UDI        | Michel Havard                | 44 767       | 30,49 %      | 44 385      | 34,24 %     | 21                | 28,77 %           |  |
|                 | FN             | Christophe Boudot            | 17 902       | 12,19%       | 13 411      | 10,34 %     | 1                 | 1,37 %            |  |
|                 | FG             | Aline Guitard                | 11 095       | 7,56%        | 6 191       | 4,78 %      | 3                 | 4,11 %            |  |
|                 | Modem          | Éric Lafond                  | 5 436        | 3,70%        |             |             |                   |                   |  |
|                 | LO             | LO                           | 1 106        | 0,75%        |             |             |                   |                   |  |
|                 | SE             | SE                           | 584          | 0,40%        |             |             |                   |                   |  |
|                 | DVG            | DVG                          | 410          | 0,28%        |             |             |                   |                   |  |
|                 | DVD            | DVD                          | 178          | 0,12%        |             |             |                   |                   |  |
|                 |                |                              |              |              |             |             |                   |                   |  |
| Inscrits        | Inscrits       | Inscrits                     | 266 395      | 100%         | 235 399     | 100%        |                   |                   |  |
| Abstentions     | Abstentions    | Abstentions                  | 116 977      | 43,91%       | 102 248     | 43,44 %     |                   |                   |  |
| Votants         | Votants        | Votants                      | 149 418      | 56,09%       | 133 151     | 56,56 %     |                   |                   |  |
| Blancs et nuls  | Blancs et nuls | Blancs et nuls               | 2 607        | 1,74%        | 3 505       | 2,63 %      |                   |                   |  |
| Exprimés        | Exprimés       | Exprimés                     | 146 811      | 98,26%       | 129 646     | 97,37 %     |                   |                   |  |
| * Maire sortant |                |                              |              |              |             |             |                   |                   |  |

### Maires sortants et maires élus
| Arrondissement | Maire sortant           | Parti | Parti | Maire élu                | Parti | Parti |
| -------------- | ----------------------- | ----- | ----- | ------------------------ | ----- | ----- |
| Ville de Lyon  | Gérard Collomb          |       | PS    | Gérard Collomb           |       | PS    |
| 1er            | Nathalie Perrin-Gilbert |       | GRAM  | Nathalie Perrin-Gilbert  |       | GRAM  |
| 2e             | Denis Broliquier        |       | UDI   | Denis Broliquier         |       | UDI   |
| 3e             | Thierry Philip          |       | PS    | Thierry Philip           |       | PS    |
| 4e             | David Kimelfeld         |       | PS    | David Kimelfeld          |       | PS    |
| 5e             | Alexandrine Pesson      |       | PS    | Thomas Rudigoz           |       | MoDem |
| 6e             | Jean-Jacques David      |       | UDI   | Pascal Blache            |       | UMP   |
| 7e             | Jean-Pierre Flaconnèche |       | PS    | Myriam Picot             |       | PS    |
| 8e             | Christian Coulon        |       | PS    | Christian Coulon         |       | PS    |
| 9e             | Alain Giordano          |       | EÉLV  | Hubert Julien-Laferrière |       | PS    |

### Résultats par arrondissements

#### 1erarrondissement
Maire sortante : Nathalie Perrin-Gilbert (GRAM)
14 sièges à pourvoir (dont 4 à la Ville de Lyon)
| Tête de liste            | Tête de liste             | Liste          | Premier tour | Premier tour | Second tour | Second tour | Sièges | Sièges |
| Tête de liste            | Tête de liste             | Liste          | Voix         | %            | Voix        | %           | CA     | CM     |
| ------------------------ | ------------------------- | -------------- | ------------ | ------------ | ----------- | ----------- | ------ | ------ |
|                          | * Nathalie Perrin-Gilbert | GRAM-FG        | 3 156        | 33,45        | 4 181       | 44,52       | 7      | 3      |
|                          | Odile Belinga             | PS             | 2 447        | 25,94        | 2 944       | 31,34       | 2      | 1      |
|                          | Émeline Baume             | EÉLV           | 1 064        | 11,27        | 2 944       | 31,34       | 2      | 1      |
|                          | Jean-Baptiste Monin       | UMP            | 1 804        | 19,12        | 2 266       | 24,12       | 1      | 0      |
|                          | Blanche Chaussat          | FN             | 583          | 6,18         |             |             |        |        |
|                          | Thibaut Jaubert           | DVC            | 293          | 3,10         |             |             |        |        |
|                          | Jean-Noël Dudukdjian      | LO             | 86           | 0,91         |             |             |        |        |
|                          |                           |                |              |              |             |             |        |        |
| Inscrits                 | Inscrits                  | Inscrits       | 16 482       | 100,0        | 16 490      | 100,0       |        |        |
| Abstentions              | Abstentions               | Abstentions    | 6 936        | 42,08        | 6 942       | 42,10       |        |        |
| Votants                  | Votants                   | Votants        | 9 546        | 57,92        | 9 548       | 57,90       |        |        |
| Blancs et nuls           | Blancs et nuls            | Blancs et nuls | 113          | 1,18         | 157         | 1,64        |        |        |
| Exprimés                 | Exprimés                  | Exprimés       | 9 433        | 98,82        | 9 391       | 98,36       |        |        |
| * Liste du maire sortant |                           |                |              |              |             |             |        |        |

Maire élue : Nathalie Perrin-Gilbert (GRAM)
| Statut             | Élu                     | Parti | Parti  |
| ------------------ | ----------------------- | ----- | ------ |
| Conseiller de Lyon | Nathalie Perrin-Gilbert |       | DVG-FG |
| Conseiller de Lyon | Arthur Rémy             |       | DVG-FG |
| Conseiller de Lyon | Isabelle Granjon        |       | PCF    |
| Conseiller de Lyon | Emeline Baume           |       | EÉLV   |

NB : lors de la fusion entre les listes PS et EÉLV, la tête de liste est revenue à Émeline Baume.

#### 2earrondissement
Maire sortant : Denis Broliquier (UDI)
15 sièges à pourvoir (dont 5 à la Ville de Lyon)
| Tête de liste            | Tête de liste      | Liste          | Premier tour | Premier tour | Second tour | Second tour | Sièges | Sièges |
| Tête de liste            | Tête de liste      | Liste          | Voix         | %            | Voix        | %           | CA     | CM     |
| ------------------------ | ------------------ | -------------- | ------------ | ------------ | ----------- | ----------- | ------ | ------ |
|                          | * Denis Broliquier | UDI-UMP        | 4 738        | 47,12        | 5 248       | 52,98       | 8      | 4      |
|                          | Roland Bernard     | PS             | 2 737        | 27,22        | 3 637       | 36,71       | 2      | 1      |
|                          | Amaury Rubio       | EÉLV           | 609          | 6,05         | 3 637       | 36,71       | 2      | 1      |
|                          | Isabelle Surply    | FN             | 1 159        | 11,52        | 1 020       | 10,29       | 0      | 0      |
|                          | Raphaël Debu       | FG (PCF)       | 487          | 4,84         |             |             |        |        |
|                          | Marie Lobbedez     | DVC            | 325          | 3,23         |             |             |        |        |
|                          |                    |                |              |              |             |             |        |        |
| Inscrits                 | Inscrits           | Inscrits       | 16 863       | 100,0        | 16 866      | 100,0       |        |        |
| Abstentions              | Abstentions        | Abstentions    | 6 658        | 39,48        | 6 751       | 40,03       |        |        |
| Votants                  | Votants            | Votants        | 10 205       | 60,52        | 10 115      | 59,97       |        |        |
| Blancs et nuls           | Blancs et nuls     | Blancs et nuls | 150          | 1,47         | 210         | 2,08        |        |        |
| Exprimés                 | Exprimés           | Exprimés       | 10 055       | 98,53        | 9 905       | 97,92       |        |        |
| * Liste du maire sortant |                    |                |              |              |             |             |        |        |

Maire élu : Denis Broliquier (UDI)
| Statut             | Élu               | Parti | Parti |
| ------------------ | ----------------- | ----- | ----- |
| Conseiller de Lyon | Denis Broliquier  |       | UDI   |
| Conseiller de Lyon | Inès De Lavernée  |       | UMP   |
| Conseiller de Lyon | François Royer    |       | UDI   |
| Conseiller de Lyon | Véronique Bauguil |       | UDI   |
| Conseiller de Lyon | Roland Bernard    |       | PS    |

#### 3earrondissement
Maire sortant : Thierry Philip (PS)
36 sièges à pourvoir (dont 12 à la Ville de Lyon)
| Tête de liste            | Tête de liste        | Liste          | Premier tour | Premier tour | Second tour | Second tour | Sièges | Sièges |
| Tête de liste            | Tête de liste        | Liste          | Voix         | %            | Voix        | %           | CA     | CM     |
| ------------------------ | -------------------- | -------------- | ------------ | ------------ | ----------- | ----------- | ------ | ------ |
|                          | * Thierry Philip     | PS             | 11 256       | 38,63        | 15 752      | 53,81       | 19     | 10     |
|                          | Françoise Chevallier | EÉLV           | 2 854        | 9,79         | 15 752      | 53,81       | 19     | 10     |
|                          | Pierre Bérat         | UMP            | 8 161        | 28,01        | 10 259      | 35,04       | 4      | 2      |
|                          | Romain Vaudan        | FN             | 3 603        | 12,36        | 3 259       | 11,13       | 1      | 0      |
|                          | Fanny Lucius         | FG (PCF)       | 1 579        | 5,41         |             |             |        |        |
|                          | Éric Lafond          | DVC            | 1 352        | 4,64         |             |             |        |        |
|                          | Aurore Ninino        | S&P            | 329          | 1,12         |             |             |        |        |
|                          |                      |                |              |              |             |             |        |        |
| Inscrits                 | Inscrits             | Inscrits       | 52 133       | 100,0        | 52 149      | 100,0       |        |        |
| Abstentions              | Abstentions          | Abstentions    | 22 494       | 43,15        | 22 088      | 42,36       |        |        |
| Votants                  | Votants              | Votants        | 29 639       | 56,85        | 30 061      | 57,64       |        |        |
| Blancs et nuls           | Blancs et nuls       | Blancs et nuls | 505          | 1,70         | 791         | 2,63        |        |        |
| Exprimés                 | Exprimés             | Exprimés       | 29 134       | 98,30        | 29 270      | 97,37       |        |        |
| * Liste du maire sortant |                      |                |              |              |             |             |        |        |

Maire élu : Thierry Philip (PS)
| Statut             | Élu                      | Parti | Parti |
| ------------------ | ------------------------ | ----- | ----- |
| Conseiller de Lyon | Thierry Philip           |       | PS    |
| Conseiller de Lyon | Anne Brugnera            |       | PS    |
| Conseiller de Lyon | Georges Kepenekian       |       | DVG   |
| Conseiller de Lyon | Fouziya Bouzerda         |       | MoDem |
| Conseiller de Lyon | Jérôme Maleski           |       | PS    |
| Conseiller de Lyon | Françoise Chevallier     |       | EÉLV  |
| Conseiller de Lyon | Guy Corazzol             |       | PS    |
| Conseiller de Lyon | Antonia Bley             |       | DVG   |
| Conseiller de Lyon | Ali Kismoune             |       | DVG   |
| Conseiller de Lyon | Nathalie Rolland Vannini |       | PS    |
| Conseiller de Lyon | Pierre Berat             |       | UMP   |
| Conseiller de Lyon | Nora Berra               |       | UMP   |

#### 4earrondissement
Maire sortant : David Kimelfeld (PS)
15 sièges à pourvoir (dont 5 à la Ville de Lyon)
| Tête de liste            | Tête de liste     | Liste          | Premier tour | Premier tour | Second tour | Second tour | Sièges | Sièges |
| Tête de liste            | Tête de liste     | Liste          | Voix         | %            | Voix        | %           | CA     | CM     |
| ------------------------ | ----------------- | -------------- | ------------ | ------------ | ----------- | ----------- | ------ | ------ |
|                          | * David Kimelfeld | PS             | 4 522        | 34,26        | 6 097       | 47,03       | 8      | 4      |
|                          | Étienne Tête      | EÉLV           | 1 567        | 11,87        | 6 097       | 47,03       | 8      | 4      |
|                          | Emmanuel Hamelin  | UMP            | 3 493        | 26,46        | 4 857       | 37,46       | 2      | 1      |
|                          | Aline Guitard     | FG (PCF)       | 1 323        | 10,02        | 2 010       | 15,50       | 0      | 0      |
|                          | Damien Monchau    | FN             | 1 131        | 8,56         |             |             |        |        |
|                          | René Brighi       | DVG            | 410          | 3,10         |             |             |        |        |
|                          | Jean-Paul Berne   | DVC            | 375          | 2,84         |             |             |        |        |
|                          | Mehdi Ben Chelbi  | SE             | 255          | 1,93         |             |             |        |        |
|                          | Arlette Couzon    | LO             | 123          | 0,83         |             |             |        |        |
|                          |                   |                |              |              |             |             |        |        |
| Inscrits                 | Inscrits          | Inscrits       | 22 557       | 100,0        | 22 562      | 100,0       |        |        |
| Abstentions              | Abstentions       | Abstentions    | 9 096        | 40,32        | 9 234       | 40,93       |        |        |
| Votants                  | Votants           | Votants        | 13 461       | 59,68        | 13 328      | 59,07       |        |        |
| Blancs et nuls           | Blancs et nuls    | Blancs et nuls | 262          | 1,95         | 364         | 2,73        |        |        |
| Exprimés                 | Exprimés          | Exprimés       | 13 199       | 98,05        | 12 964      | 97,27       |        |        |
| * Liste du maire sortant |                   |                |              |              |             |             |        |        |

Maire élu : David Kimelfeld (PS)
| Statut             | Élu              | Parti | Parti |
| ------------------ | ---------------- | ----- | ----- |
| Conseiller de Lyon | David Kimelfeld  |       | PS    |
| Conseiller de Lyon | Sylvie Palomino  |       | DVG   |
| Conseiller de Lyon | Étienne Tête     |       | EÉLV  |
| Conseiller de Lyon | Dounia Besson    |       | DVG   |
| Conseiller de Lyon | Emmanuel Hamelin |       | UMP   |

#### 5earrondissement
Maire sortant : Alexandrine Pesson (PS)
24 sièges à pourvoir (dont 8 à la Ville de Lyon)
| Tête de liste  | Tête de liste    | Liste          | Premier tour | Premier tour | Second tour | Second tour | Sièges | Sièges |
| Tête de liste  | Tête de liste    | Liste          | Voix         | %            | Voix        | %           | CA     | CM     |
| -------------- | ---------------- | -------------- | ------------ | ------------ | ----------- | ----------- | ------ | ------ |
|                | Thomas Rudigoz   | PS             | 5 954        | 36,29        | 8 120       | 48,46       | 12     | 6      |
|                | Maxime Huré      | EÉLV           | 1 340        | 8,16         | 8 120       | 48,46       | 12     | 6      |
|                | Michel Havard    | UMP-DVD-UDI    | 5 850        | 35,65        | 7 140       | 42,61       | 4      | 2      |
|                | Nicole Hugon     | FN             | 1 857        | 11,31        | 1 493       | 8,91        | 0      | 0      |
|                | Benoit Roux      | FG (PCF)       | 752          | 4,58         |             |             |        |        |
|                | Christophe Cédat | DVC            | 498          | 3,03         |             |             |        |        |
|                | Alain Terno      | LO             | 154          | 0,93         |             |             |        |        |
|                |                  |                |              |              |             |             |        |        |
| Inscrits       | Inscrits         | Inscrits       | 28 373       | 100,0        | 28 375      | 100,0       |        |        |
| Abstentions    | Abstentions      | Abstentions    | 11 724       | 41,32        | 11 236      | 39,60       |        |        |
| Votants        | Votants          | Votants        | 16 649       | 58,68        | 17 139      | 60,40       |        |        |
| Blancs et nuls | Blancs et nuls   | Blancs et nuls | 244          | 1,47         | 386         | 2,25        |        |        |
| Exprimés       | Exprimés         | Exprimés       | 16 405       | 98,53        | 16 753      | 97,75       |        |        |

Maire élu : Thomas Rudigoz (PS)
| Statut             | Élu                    | Parti | Parti |
| ------------------ | ---------------------- | ----- | ----- |
| Conseiller de Lyon | Thomas Rudigoz         |       | DVG   |
| Conseiller de Lyon | Gilda Hobert           |       | DVG   |
| Conseiller de Lyon | Jean-Dominique Durand  |       | DVG   |
| Conseiller de Lyon | Céline Faurie-Gauthier |       | DVG   |
| Conseiller de Lyon | Yann Cucherat          |       | DVG   |
| Conseiller de Lyon | Henriette Manoukian    |       | DVG   |
| Conseiller de Lyon | Michel Havard          |       | UMP   |
| Conseiller de Lyon | Joëlle Sangouard       |       | UMP   |

#### 6earrondissement
Maire sortant : Jean-Jacques David (UDI)
27 sièges à pourvoir (dont 9 à la Ville de Lyon)
| Tête de liste            | Tête de liste     | Liste          | Premier tour | Premier tour | Sièges | Sièges |
| Tête de liste            | Tête de liste     | Liste          | Voix         | %            | CA     | CM     |
| ------------------------ | ----------------- | -------------- | ------------ | ------------ | ------ | ------ |
|                          | Dominique Nachury | UMP            | 8 971        | 50,06        | 22     | 8      |
|                          | Elvire Servien    | PS             | 4 801        | 26,79        | 4      | 1      |
|                          | Norbert Hekimian  | FN             | 1 867        | 10,41        | 1      | 0      |
|                          | Frédérique Jarret | EÉLV           | 1 110        | 6,19         |        |        |
|                          | Pierre Gauthier   | DVC            | 610          | 3,40         |        |        |
|                          | Damien Broussard  | FG (PG)        | 561          | 3,13         |        |        |
| Inscrits                 | Inscrits          | Inscrits       | 31 052       | 100,0        |        |        |
| Abstentions              | Abstentions       | Abstentions    | 12 812       | 41,26        |        |        |
| Votants                  | Votants           | Votants        | 18 240       | 58,74        |        |        |
| Blancs et nuls           | Blancs et nuls    | Blancs et nuls | 320          | 1,75         |        |        |
| Exprimés                 | Exprimés          | Exprimés       | 17 920       | 98,25        |        |        |
| * Liste du maire sortant |                   |                |              |              |        |        |

Maire élu : Pascal Blache (SE)
| Statut             | Élu                | Parti | Parti |
| ------------------ | ------------------ | ----- | ----- |
| Conseiller de Lyon | Dominique Nachury  |       | UMP   |
| Conseiller de Lyon | Pascal Blache      |       | DVD   |
| Conseiller de Lyon | Laurence Balas     |       | UMP   |
| Conseiller de Lyon | Jean-Jacques David |       | UDI   |
| Conseiller de Lyon | Fabienne Levy      |       | UDI   |
| Conseiller de Lyon | Georges Fenech     |       | UMP   |
| Conseiller de Lyon | Elodie Humeau      |       | UMP   |
| Conseiller de Lyon | Luc Lafond         |       | UDI   |
| Conseiller de Lyon | Elvire Servien     |       | DVG   |

#### 7earrondissement
Maire sortant : Jean-Pierre Flaconnèche (PS)
18 sièges à pourvoir (dont 9 à la Ville de Lyon)
| Tête de liste  | Tête de liste       | Liste          | Premier tour | Premier tour | Second tour | Second tour | Sièges | Sièges |
| Tête de liste  | Tête de liste       | Liste          | Voix         | %            | Voix        | %           | CA     | CM     |
| -------------- | ------------------- | -------------- | ------------ | ------------ | ----------- | ----------- | ------ | ------ |
|                | Myriam Picot        | PS             | 7 724        | 38,81        | 11 422      | 58,08       | 14     | 8      |
|                | Bruno Charles       | EÉLV           | 2 165        | 10,88        | 11 422      | 58,08       | 14     | 8      |
|                | Christophe Geourjon | UDI-UMP        | 4 746        | 23,84        | 5 774       | 29,36       | 3      | 1      |
|                | Agnès Marion        | FN             | 2 597        | 13,04        | 2 469       | 12,55       | 1      | 0      |
|                | Augustin Pesche     | FG (PCF)       | 1 543        | 7,75         |             |             |        |        |
|                | Florence Maury      | DVC            | 722          | 3,62         |             |             |        |        |
|                | Olivier Minoux      | LO             | 227          | 1,14         |             |             |        |        |
|                | Christian Monteil   | DVD            | 178          | 0,89         |             |             |        |        |
| Inscrits       | Inscrits            | Inscrits       | 36 531       | 100,0        | 36 536      | 100,0       |        |        |
| Abstentions    | Abstentions         | Abstentions    | 16 268       | 44,53        | 16 208      | 44,36       |        |        |
| Votants        | Votants             | Votants        | 20 263       | 55,47        | 20 328      | 55,64       |        |        |
| Blancs et nuls | Blancs et nuls      | Blancs et nuls | 361          | 1,78         | 663         | 3,26        |        |        |
| Exprimés       | Exprimés            | Exprimés       | 19 902       | 98,22        | 19 665      | 96,74       |        |        |

Maire élu : Myriam Picot (PS)
| Statut             | Élu                   | Parti | Parti |
| ------------------ | --------------------- | ----- | ----- |
| Conseiller de Lyon | Myriam Picot          |       | DVG   |
| Conseiller de Lyon | Jean-Yves Secheresse  |       | PS    |
| Conseiller de Lyon | Zorah Ait Maten       |       | PS    |
| Conseiller de Lyon | Thierry Braillard     |       | PRG   |
| Conseiller de Lyon | Françoise Rivoire     |       | DVE   |
| Conseiller de Lyon | Richard Brumm         |       | UMP   |
| Conseiller de Lyon | Anne-Sophie Condemine |       | MoDem |
| Conseiller de Lyon | Loïc Graber           |       | PS    |
| Conseiller de Lyon | Christophe Geourjon   |       | UDI   |

#### 8earrondissement
Maire sortant : Christian Coulon (PS)
24 sièges à pourvoir (dont 12 à la Ville de Lyon)
| Tête de liste            | Tête de liste          | Liste          | Premier tour | Premier tour | Second tour | Second tour | Sièges | Sièges |
| Tête de liste            | Tête de liste          | Liste          | Voix         | %            | Voix        | %           | CA     | CM     |
| ------------------------ | ---------------------- | -------------- | ------------ | ------------ | ----------- | ----------- | ------ | ------ |
|                          | * Christian Coulon     | PS             | 7 473        | 40,30        | 10 183      | 53,30       | 19     | 9      |
|                          | Patrick Odiard         | EÉLV           | 1 435        | 7,73         | 10 183      | 53,30       | 19     | 9      |
|                          | Stéphane Guilland      | UMP            | 4 303        | 23,20        | 5 459       | 28,57       | 3      | 2      |
|                          | Christophe Boudot      | FN             | 3 421        | 18,44        | 3 463       | 18,13       | 2      | 1      |
|                          | Andréa Kotarac         | FG (PG)        | 1 008        | 5,43         |             |             |        |        |
|                          | Jean-Claude Joseph     | DVC            | 586          | 3,16         |             |             |        |        |
|                          | Marie-Christine Pernin | LO             | 317          | 1,70         |             |             |        |        |
|                          |                        |                |              |              |             |             |        |        |
| Inscrits                 | Inscrits               | Inscrits       | 37 844       | 100,0        |             | 100,0       |        |        |
| Abstentions              | Abstentions            | Abstentions    | 18 888       | 49,91        |             |             |        |        |
| Votants                  | Votants                | Votants        | 18 956       | 50,09        |             |             |        |        |
| Blancs et nuls           | Blancs et nuls         | Blancs et nuls | 413          | 2,18         |             |             |        |        |
| Exprimés                 | Exprimés               | Exprimés       | 18 543       | 97,82        |             |             |        |        |
| * Liste du maire sortant |                        |                |              |              |             |             |        |        |

Maire élu : Christian Coulon (PS)
| Statut             | Élu                 | Parti | Parti |
| ------------------ | ------------------- | ----- | ----- |
| Conseiller de Lyon | Christian Coulon    |       | PS    |
| Conseiller de Lyon | Carole Burillon     |       | DVG   |
| Conseiller de Lyon | Michel Le Faou      |       | PS    |
| Conseiller de Lyon | Nicole Gay          |       | PCF   |
| Conseiller de Lyon | Charles-Franck Levy |       | PS    |
| Conseiller de Lyon | Marie-Odile Fondeur |       | PS    |
| Conseiller de Lyon | Jean-Louis Touraine |       | PS    |
| Conseiller de Lyon | Thérèse Rabatel     |       | DVG   |
| Conseiller de Lyon | Louis Pelaez        |       | PRG   |
| Conseiller de Lyon | Stéphane Guilland   |       | UMP   |
| Conseiller de Lyon | Djida Tazdait       |       | UDI   |
| Conseiller de Lyon | Christophe Boudot   |       | FN    |

#### 9earrondissement
Maire sortant : Alain Giordano (exclu d'EÉLV)
18 sièges à pourvoir (dont 9 à la Ville de Lyon)
| Têtede liste   | Têtede liste         | Liste          | Premier tour | Premier tour | Second tour | Second tour | Sièges | Sièges |
| Têtede liste   | Têtede liste         | Liste          | Voix         | %            | Voix        | %           | CA     | CM     |
| -------------- | -------------------- | -------------- | ------------ | ------------ | ----------- | ----------- | ------ | ------ |
|                | Gérard Collomb       | PS             | 5 581        | 45,67        | 7 504       | 59,58       | 15     | 8      |
|                | Fatiha Benahmed      | EÉLV           | 921          | 7,53         | 7 504       | 59,58       | 15     | 8      |
|                | Christelle Madeleine | UDI            | 2 701        | 22,10        | 3 382       | 26,85       | 2      | 1      |
|                | Daniel Mathieu       | FN             | 1 684        | 13,78        | 1 707       | 13,55       | 1      | 0      |
|                | Armand Creus         | FG (Ens.)      | 686          | 5,61         |             |             |        |        |
|                | Laurent Lecoeur      | DVC            | 448          | 3,66         |             |             |        |        |
|                | Anne-Marie Chambon   | LO             | 199          | 1,62         |             |             |        |        |
|                |                      |                |              |              |             |             |        |        |
| Inscrits       | Inscrits             | Inscrits       | 24 560       | 100,0        |             | 100,0       |        |        |
| Abstentions    | Abstentions          | Abstentions    | 12 101       | 49,27        |             |             |        |        |
| Votants        | Votants              | Votants        | 12 459       | 50,73        |             |             |        |        |
| Blancs et nuls | Blancs et nuls       | Blancs et nuls | 239          | 1,92         |             |             |        |        |
| Exprimés       | Exprimés             | Exprimés       | 12 220       | 98,08        |             |             |        |        |

Maire élu : Hubert Julien-Laferrière (PS)
| Statut             | Élu                      | Parti | Parti |
| ------------------ | ------------------------ | ----- | ----- |
| Conseiller de Lyon | Gérard Collomb           |       | PS    |
| Conseiller de Lyon | Karine Dognin-Sauze      |       | DVG   |
| Conseiller de Lyon | Alain Giordano           |       | DVE   |
| Conseiller de Lyon | Blandine Reynaud         |       | UDI   |
| Conseiller de Lyon | Gérard Claisse           |       | EXG   |
| Conseiller de Lyon | Sandrine Frih            |       | PRG   |
| Conseiller de Lyon | Hubert Julien-Laferriere |       | PS    |
| Conseiller de Lyon | Mina Hajri               |       | PS    |
| Conseiller de Lyon | Christelle Madeleine     |       | UDI   |